# Вагнер, Ханнес
Ханнес Вагнер (нем. Hannes Wagner; род. 16 июня 1995) — немецкий борец греко-римского стиля, бронзовый призёр чемпионата Европы 2020 года. 

## Биография
Родился в 1995 году. С 2001 года активно занимается борьбой. С 2011 выступает на международной арене. В 2015 году завоевал золотую медаль Чемпионата Европы среди юниоров.  
В 2019 году впервые принял участие во взрослом чемпионате Европы по борьбе. Занял 5-е место в весовой категории до 82 кг. 
В феврале 2020 года на чемпионате континента в итальянской столице, в весовой категории до 82 кг Ханнес в схватке за бронзовую медаль поборол спортсмена из Белоруссии Станислава Шафаренко и завоевал бронзовую медаль европейского первенства.
На чемпионате Европы по борьбе 2021 года, который проходил в Варшаве, немецкий спортсмен в весовой категории до 82 кг, сумел завоевать бронзовую медаль.